# Osby Offerlund
Osby Offerlund är ett naturreservat i Alvesta kommun i Kronobergs län.
Området är skyddat sedan 1960 och omfattar 2 hektar. Från början avsattes Osby offerlund som naturminne men överfördes 1965 till naturreservat. Det är beläget norr om Huseby öster om sjön Salen och består av ett stycke betesmark bevuxen med ett flertal ekar.
Många svampar, lavar, fåglar och insekter är knutna till de grova vidkroniga ekarna i reservatet.